# Hyponephele amardaea
Hyponephele amardaea är en fjärilsart som beskrevs av Lederer 1869. Hyponephele amardaea ingår i släktet Hyponephele och familjen praktfjärilar. Inga underarter finns listade i Catalogue of Life.